# Kopietalsvariation

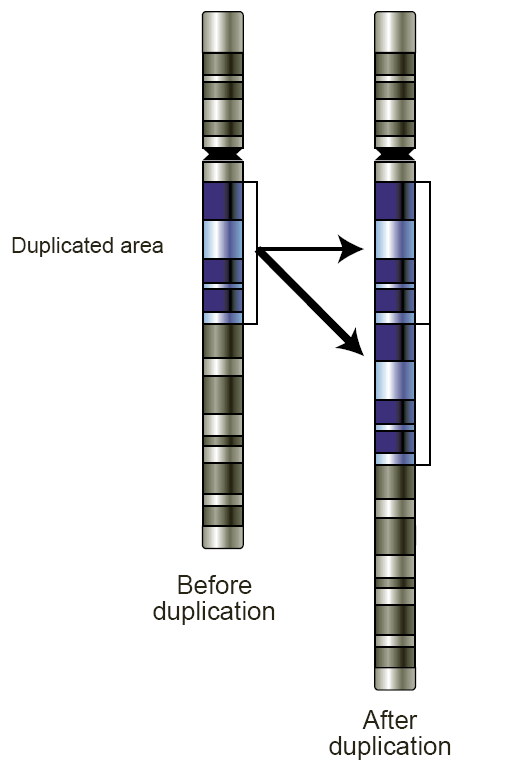
Ett exempel på duplikation. I kromosomen till höger har en sekvens duplicerats.

Kopietalsvariation (CNV, från engelskans copy number variation) beskriver ett fenomen där antalet kopior av en viss genetisk sekvens varierar mellan individer.
Kopietalsvariation är en typ av strukturell variation och uppkommer genom duplikation eller deletion. Hos djur och växter har kopietalsvariation konsekvenser för såväl evolutionär anpassning som uppkomsten av sjukdomar. Omkring 4,8–9,7 % av den mänskliga arvsmassan kan klassificeras som kopietalsvariation.